# Rouiched
Rouiched, de nom verdader Mohamed Ayad (28 de desembre de 1921, Alger - 28 de gener de 1999, El-Biar, Algèria), va ser un actor còmic algerià.
Rouiched és d'origen cabilià. Durant la infantesa, fa mil petits treballs per sobreviure. Autodidacta, obté el seu primer paper en una obra d'Abdelhamid Ababsa titulada Estardjâ yâ assi. La seva interpretació salva l'obra. Es llança llavors dins la professió i esdevé animador d'un grup artístic. Es fa amb els grans noms de l'època: Rachid Ksentini, Mustapha Badie, Nadjat Tounsi, Sid-Ali Fernandel, Mohamed Touri, Mustapha Kateb….
Després de la independència, forma part del Teatre Nacional Algerià, i obtindrà la consagració en la pel·lícula de Mohamed Lakhdar-Hamina Hassen terro. Prossegueix la seva carrera a la Televisió Algeriana on va interpretar en nombrosos esquetxos i telefilms fins a la seva mort.

## Filmografia
- 1967: Hassan terro, també guionista.
- 1971: L'Opium et le Bâton
- 1974: L'évasion de Hassan Terro de Mustapha Badie, també guionista.
- 1982: Hassan Taxi
- 1989: Hassan Niya
- 1991: Ombres blanches